# Aartseparchie Changanacherry
De aartseparchie Changanacherry (Latijn: Changanacherrensis) is een Syro-Malabar-katholieke aartseparchie met als zetel Changanassery (ookwel gespeld als Changanacherry), in India. De aartsbisschop van Changanacherry is metropoliet van de kerkprovincie Changanacherry, waartoe ook de volgende suffragane eparchieën Kanjirapally, Palai en Thuckalay behoren.

## Geschiedenis
De aartseparchie werd opgericht op 20 mei 1887, als het apostolisch vicariaat Kottayam, uit delen van het apostolisch vicariaat Verapoly. Op 28 juli 1896 veranderde het van naam naar apostolisch vicariaat Changanacherry. Op 21 december 1923 werd het verheven tot eparchie, en werd suffragaan aan de aartseparchie Ernakulam. Op 29 juli 1956 werd het verheven tot metropolitane aartseparchie.

## Parochies
De aartseparchie had in 2021 een oppervlakte van 8.450 km2 en telde 10.249.885 inwoners waarvan 3,9% rooms-katholiek was.

## Ordinarii

### Apostolisch vicarissen
- Charles Lavigne (13 september 1887 - 11 juni 1896)
- Matthew Makil (11 augustus 1896 - 30 augustus 1911)

### Bisschoppen
- Thomas Kurialachery (apostolisch vicaris: 30 augustus 1911, bisschop: 21 december 1923 - 2 juni 1925)
- James Kalacherry (29 oktober 1927 - 27 oktober 1949)

### Aartsbisschoppen
- Matthew Kavukattu (bisschop: 25 juli 1950, aartsbisschop: 29 juli 1956 - 9 oktober 1969)
- Antony Padiyara (14 juni 1970 - 23 april 1985; kardinaal in 1988)
- Joseph Powathil (5 november 1985 - 22 januari 2007; hulpbisschop: 7 januari 1972 - 26 februari 1977)
- Joseph Perumthottam (22 januari 2007 - heden; hulpbisschop sinds 24 april 2002)
  - Thomas Joseph Tharayil (hulpbisschop: 14 januari 2017 - heden)

## Galerij van afbeeldingen

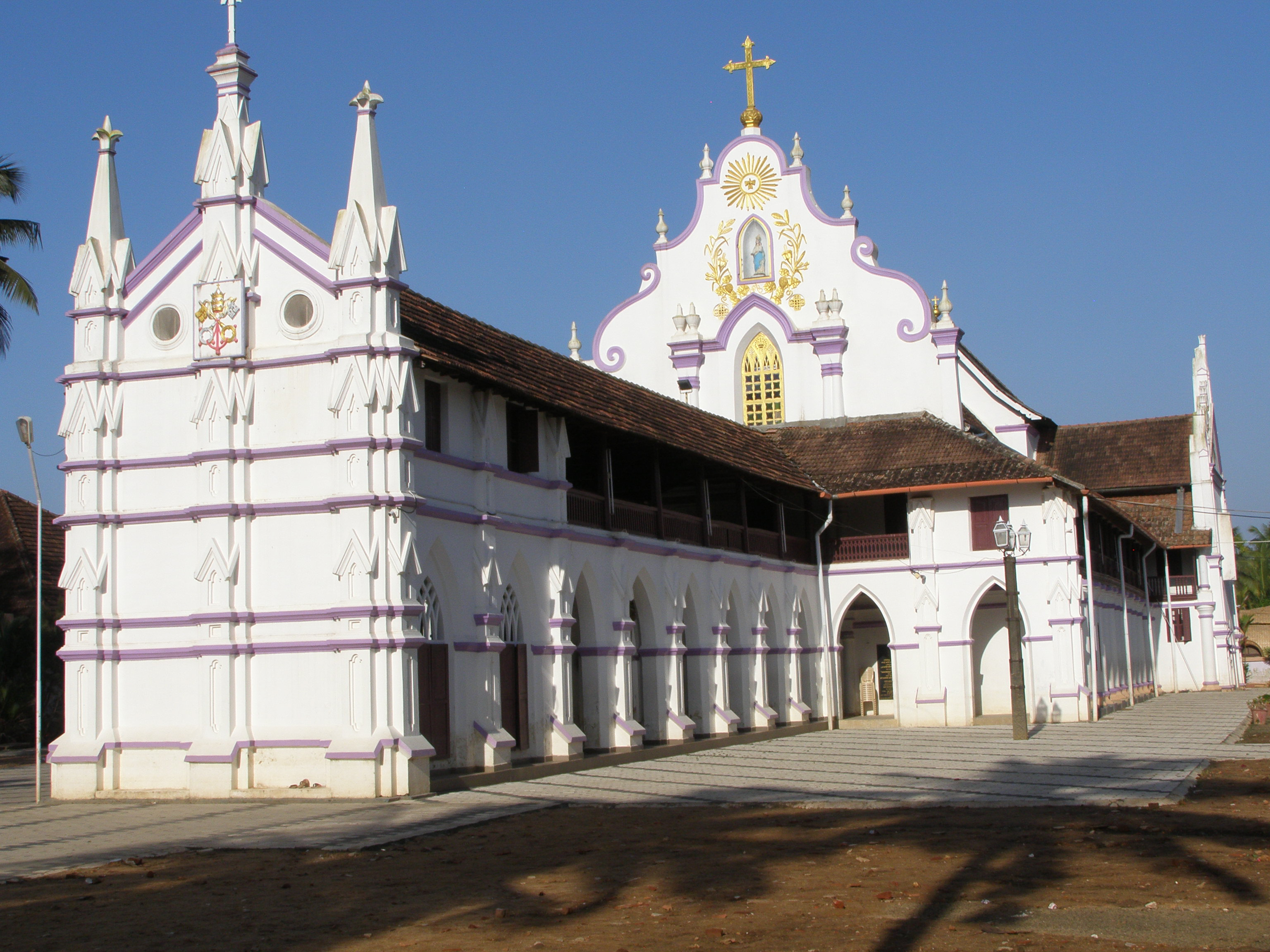
Heilige Maria-basiliek in Champakulam
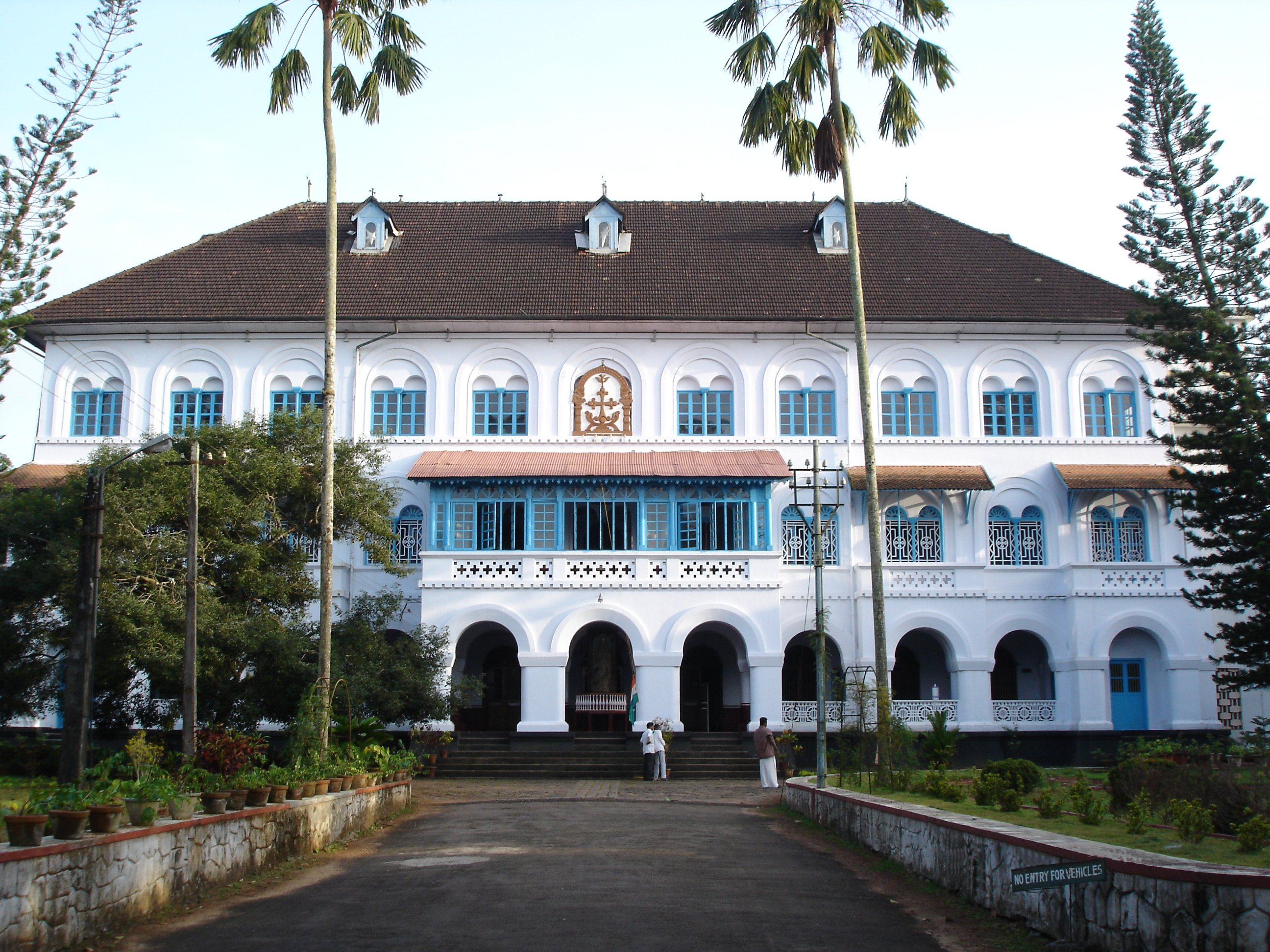
Aartsbisschopshuis in Changanassery
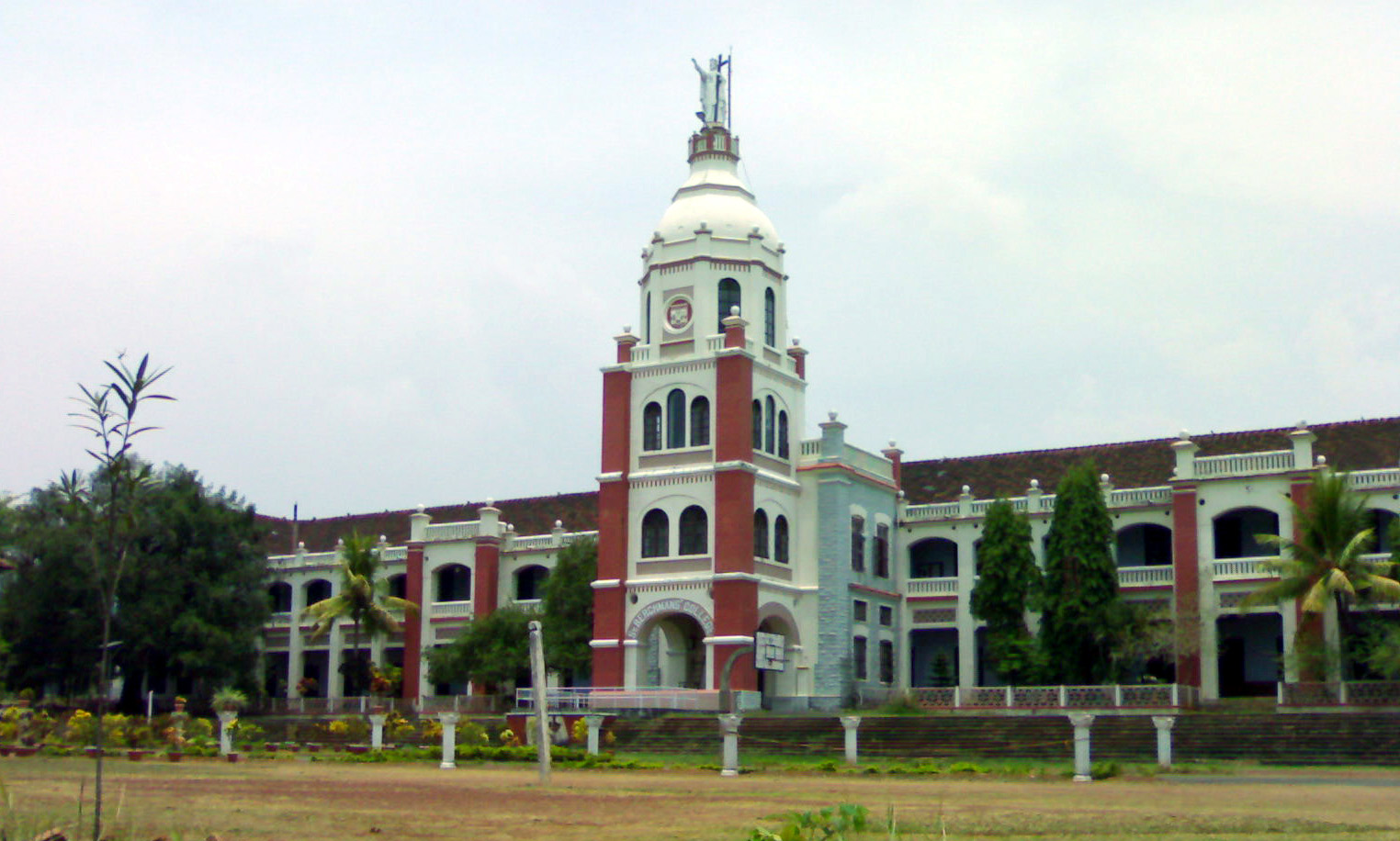
St. Berchmans College in Changanassery
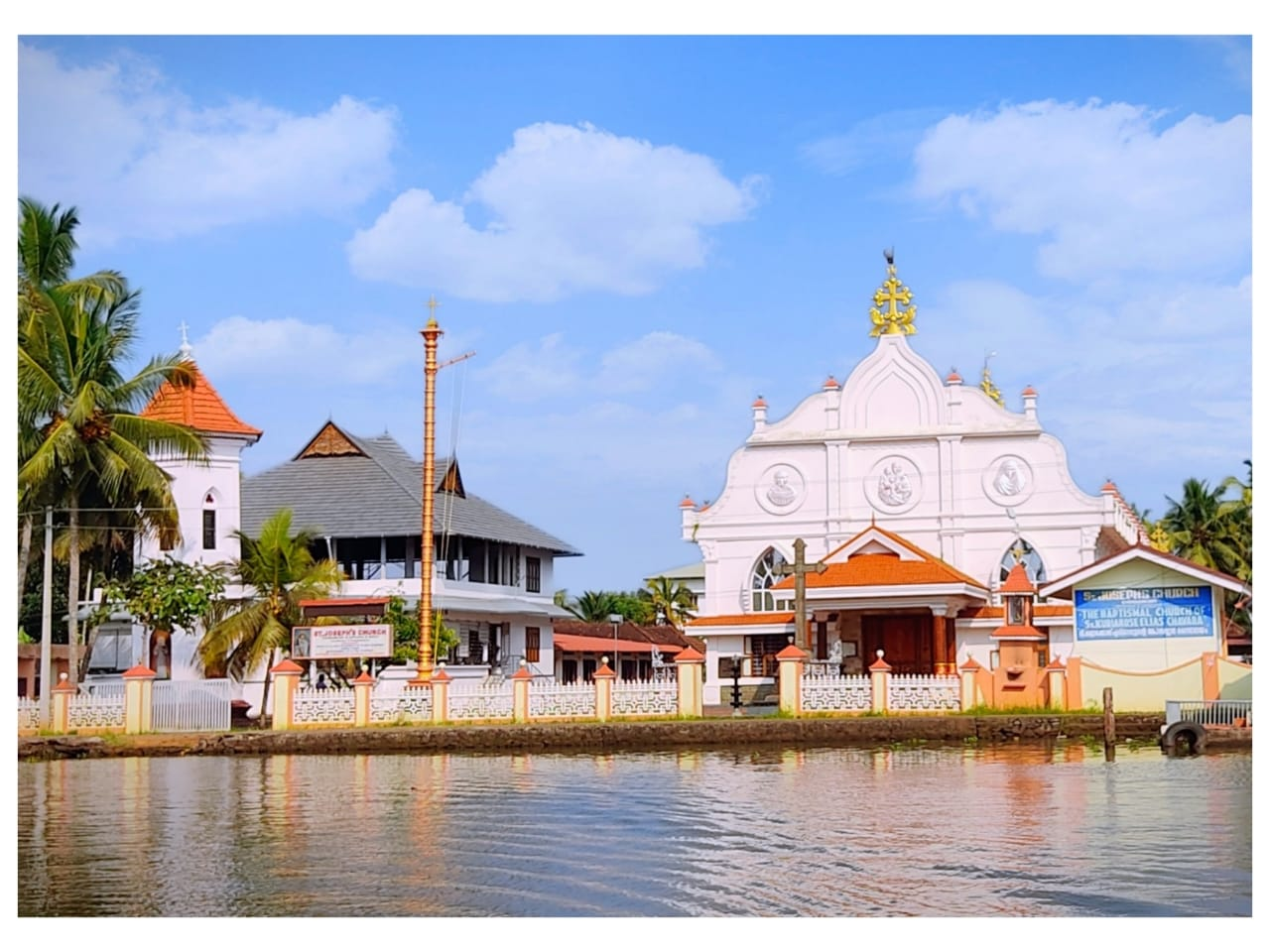
Sint-Jozefkerk in Chennamkary
Aartsbisschop Joseph Perumthottam (2007-heden)
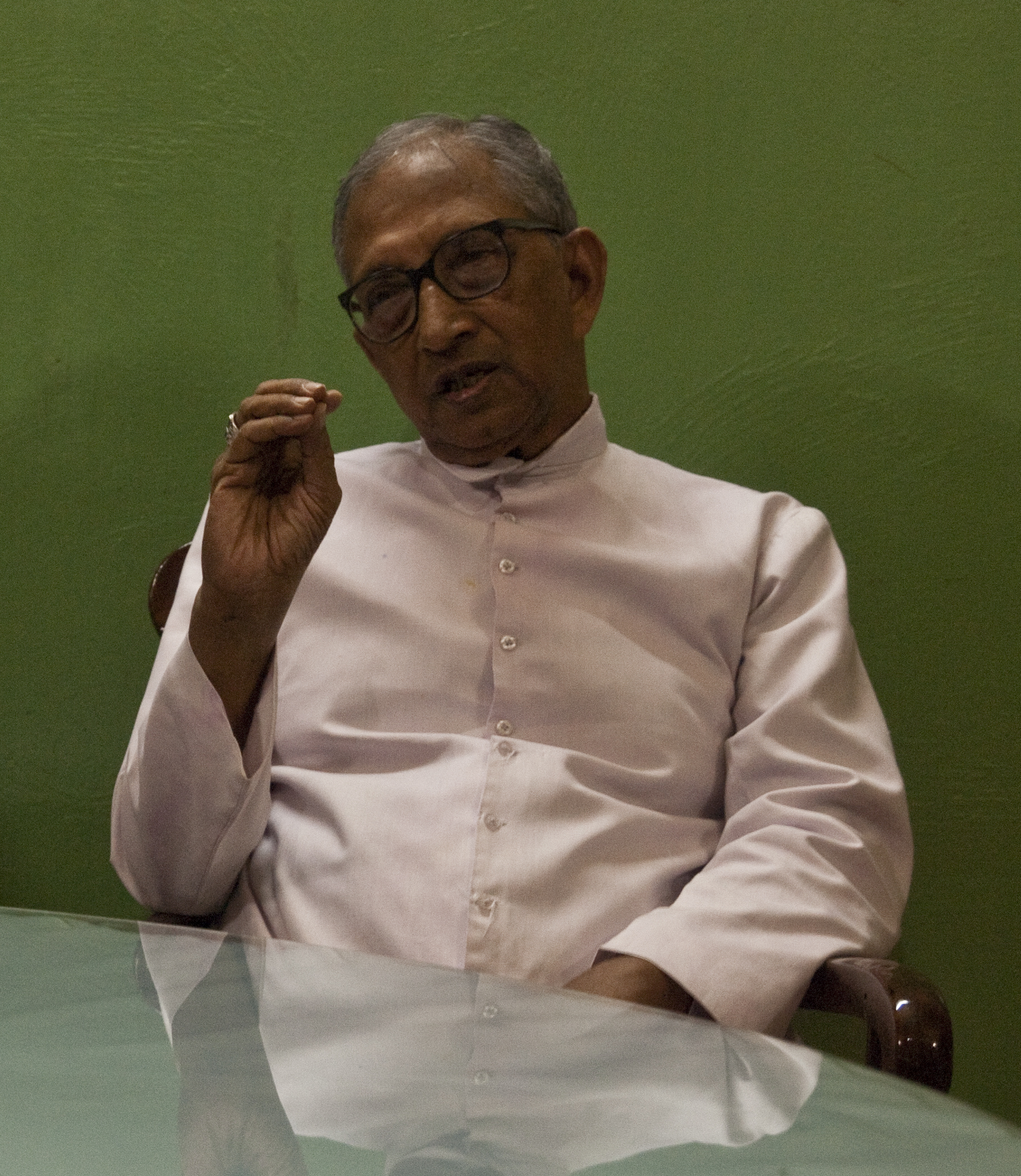
Aartsbisschop Joseph Powathil (1985-2007)
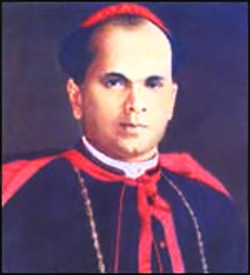
Bisschop James Kalacherry (1926-1949)
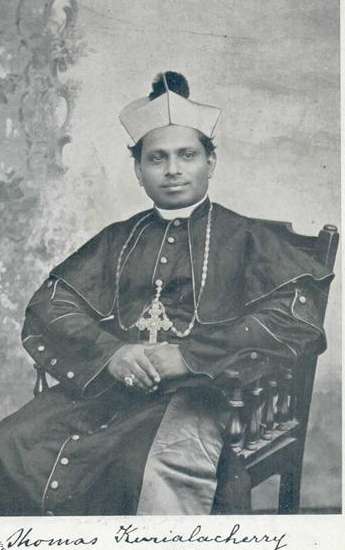
Thomas Kurialachery (1911-1925), de eerste bisschop
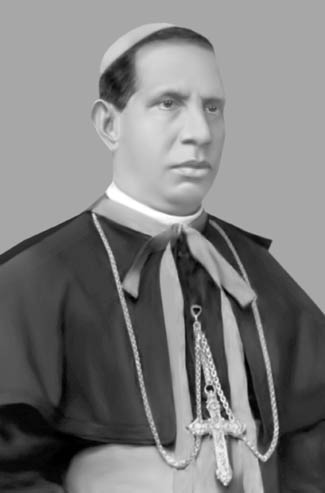
Apostolisch vicaris Matthew Makil (1896-1911)
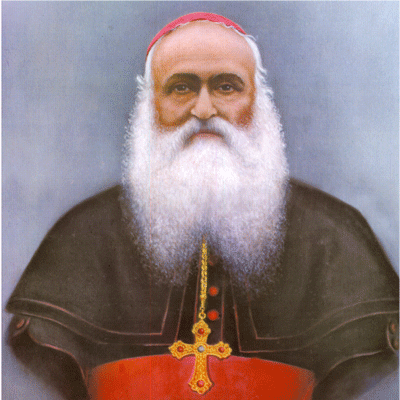
Apostolisch vicaris Charles Lavigne (1887-1896), de eerste apostolisch vicaris

Changanacherry (aartseparchie) · Kanjirapally · Palai · Thuckalay